# Freedom Fighters (trò chơi điện tử)
Freedom Fighters là tựa game bắn súng góc nhìn người thứ ba dành cho hệ máy PlayStation 2, GameCube, Xbox và Microsoft Windows. Trò chơi do hãng IO Interactive phát triển và Electronic Arts phát hành vào năm 2003. Game lấy bối cảnh lịch sử thay thế khi Liên Xô mang quân xâm chiếm Thành phố New York của nước Mỹ. Người chơi vào vai Christopher Stone, một thợ sửa ống nước đã trở thành lãnh đạo phong trào kháng chiến chống lại quân xâm lược.

## Cốt truyện
Liên Xô đã trở thành một siêu cường thế giới bằng cách ném quả bom nguyên tử đầu tiên vào Berlin, kết thúc chiến tranh thế giới thứ hai và ủng hộ các quốc gia cộng sản trên toàn cầu bắt đầu bao vây Hoa Kỳ vào thời điểm hiện tại. Anh em thợ sửa ống nước thành phố New York là Chris và Troy Stone đi tìm gặp khách hàng tiếp theo, một nhà hoạt động có tên là Isabella Angelina, chỉ để tìm ra căn hộ bị bỏ hoang của cô. Liên Xô bất ngờ tung quân xâm lược thành phố New York và đột nhiên binh lính Liên Xô, dưới sự chỉ huy của Tướng Tatarin, đã tóm lấy Troy. Giữa lúc xảy ra cuộc tấn công, Chris trốn thoát ra đường phố, gặp một người đàn ông tên là Jones và thành viên kháng chiến Phil Bagzton. Sau khi giải cứu Isabella từ đồn cảnh sát và Troy từ bưu điện, cả nhóm lui về khu vực cống rãnh và thiết lập một căn cứ ngầm khi New York thất thủ, với giới truyền thông hiện đang bị Liên Xô kiểm soát.
Nhiều tháng sau, Chris, Phil, và Isabella đã phá hoại các cơ sở chính của Liên Xô và thu hồi lại những khu vực trong thành phố, xây dựng một nhóm kháng chiến của công dân New York và đập tan ảo tưởng của binh lính Liên Xô. Chris được biết đến như là "Freedom Phantom" (bóng ma tự do) trong mạng lưới truyền thông do Liên Xô kiểm soát, SAFN. Troy bị quân đội Liên Xô bắt giữ và tra tấn nhằm moi thông tin của tổ chức. Buộc phải đưa ra một tuyên bố công khai nhằm vào phe kháng chiến hòng chấm dứt hành động của họ, ông đã xé nát văn bản được chuẩn bị sẵn và kêu gọi Chris tiếp tục chiến đấu. Đáp lại, Tướng Tatarin đã đưa Troy tới Đồn Jay và hành hình một mình ông. Jones đề nghị ám sát Tatarin để trả thù. Chris thành công, nhưng phải quay trở lại để truy tìm Isabella đang bị mất tích và căn cứ kháng chiến dưới sự chiếm đóng của quân đội Liên Xô. Cuộc hành quân này do đích thân Jones sắp đặt, rồi mới tiết lộ mình chính là đặc vụ KGB Đại tá Bulba. Chris bỏ trốn cùng với Phil và những người khác vào một khu vực ngầm mới, trong khi SAFN báo cáo về cái chết của Tatarin, sự thăng tiến của Đại tá Bulba lên cấp Tướng, và sự chấm dứt cuộc kháng chiến ở New York.
Vào mùa đông, Chris lãnh đạo quân kháng chiến tiến sâu vào vùng New York bị chiếm đóng, lên đến cực điểm với cuộc đột kích lớn ở khu SAFN Studios. Chris sử dụng nhà ga để gửi một chương trình phát sóng cổ vũ thành phố và các vùng xa hơn nữa vùng dậy và chấm dứt ách chiếm đóng của Liên Xô. Một cuộc tấn công cuối cùng trên đảo Thống đốc, bao gồm các lực lượng kháng chiến, được lên kế hoạch. Sau khi chiếm được Đồn Jay và giải cứu Isabella, New York được giải phóng trong thời gian khi Chris và nhóm của mình long trọng tổ chức lễ kỷ niệm chiến thắng của họ. Chris biết rằng Liên Xô sẽ không từ bỏ nước Mỹ bị chiếm đóng một cách dễ dàng, nhưng anh quyết tâm trường kỳ kháng chiến đến chừng nào đánh đuổi được quân Liên Xô ra khỏi tổ quốc mới thôi.

## Lối chơi
Freedom Fighters thuộc thể loại bắn súng góc nhìn thứ ba, cho người chơi cơ hội tung hoành khắp phố phường New York với một nhóm đồng đội điều khiển được trong khi đang giao chiến với quân chiếm đóng Liên Xô. Để kiếm được điểm charisma thì người chơi phải thực hiện các hành động khác nhau, chẳng hạn như đánh chiếm một căn cứ hoặc tiêu diệt đồ tiếp tế của đối phương. Càng nhiều điểm charisma thì người chơi có thể tuyển mộ thêm nhiều thành viên hơn với số lượng tối đa lên đến mười hai người. Người chơi có thể trực tiếp ra lệnh cho đồng đội của mình thực hiện các thao tác yểm trợ như "bám theo," "tấn công," và "phòng thủ."

### Chơi mạng
Phiên bản nhiều người chơi dành cho hệ máy console chỉ xoay quanh việc giữ cờ và cố thủ boogke. Cột cờ thường nằm ở giữa bản đồ. Boogke được đặt xung quanh bản đồ, và là cứ điểm của quân Liên Xô hoặc quân kháng chiến Mỹ. Một màn chơi thông thường có thể bố trí đến bốn người chơi cùng lúc thông qua phân chia màn hình và được phép chọn phe Liên Xô hoặc Mỹ. Mỗi phe có một kho vũ khí khác nhau mà người chơi có thể chuyển đổi trong trận đấu. Cột điểm charisma của người chơi được thiết lập là tám, vì vậy mỗi người chơi có thể có tối đa tám binh sĩ dưới trướng của mình; thế nhưng, nếu đó là một trận đấu bốn người chơi, mỗi người chơi được điều khiển tối đa bốn binh sĩ. Phiên bản PC không hỗ trợ phần chơi mạng.

## Phát triển
Năm 2002, EA Games chính thức công bố Freedom: The Battle for Liberty Island, sau này đổi tên thành Freedom Fighters, tại triển lãm Electronic Entertainment Expo. Khái niệm cho tựa game này ban đầu liên quan đến một chế độ chiến lược theo lượt như là một yếu tố chính của lối chơi. Trò chơi được phát triển bơi hãng IO Interactive, sử dụng 3D engine Glacier. Engine này sử dụng các thư viện đồ họa OpenGL và Direct X.
Freedom Fighters đã được hãng EA Games phát hành vào ngày 1 tháng 10 năm 2003, một tuần sau ngày phát hành tại Anh. Người phát ngôn của EA đã tuyên bố rằng giới bán lẻ ở Mỹ đã đề nghị trì hoãn. Trò chơi này là một trong số ít tựa game do hãng IO Interactive phát triển mà không được Eidos Interactive phát hành.

### Âm thanh
Nhạc nền gốc của Freedom Fighters được Jesper Kyd sáng tác và Sumthing Else Music Works cùng Nano Studios phát hành vào ngày 29 tháng 9 năm 2003. Đây là "Best Game Soundtrack of the Year 2003" (nhạc nền game hay nhất năm 2003) của GameSpot và "Best Game Music of the Year" (âm nhạc game hay nhất của năm) của Game Reactor'.
Các bản nhạc số 1, 2, 3, 9, 10, 14 và 16 được thực hiện bởi Choir của Đài phát thanh Hungary. Âm nhạc được cải biên thành dàn hợp xướng lớn, theo đúng phong cách Liên Xô, và phần synth được mô tả là "Vangelis trên những dòng steroid".
Kyd đã nghiên cứu nền âm nhạc nước Nga và âm giai trước khi sáng tác bản nhạc nền, trích dẫn lịch sử Liên Xô và Chiến tranh Lạnh như những ảnh hưởng lớn. Kyd đã sáng tác nhạc khuông ở Manhattan ngay sau sự kiện 11 tháng 9.
| Track listing (60:05) | Track listing (60:05)                 | Track listing (60:05) |
| STT                   | Nhan đề                               | Thời lượng            |
| --------------------- | ------------------------------------- | --------------------- |
| 1.                    | "Main title"                          | 5:02                  |
| 2.                    | "Invasion of the Empire"              | 0:56                  |
| 3.                    | "March of the Empire"                 | 5:12                  |
| 4.                    | "Isabella - Leader of the Resistance" | 4:47                  |
| 5.                    | "Betrayal at Rebel Base"              | 1:53                  |
| 6.                    | "The Battle For Freedom"              | 4:07                  |
| 7.                    | "Nightfall"                           | 3:53                  |
| 8.                    | "Flag of Freedom"                     | 1:03                  |
| 9.                    | "Freedom Fighters"                    | 5:11                  |
| 10.                   | "Choir of Liberty"                    | 0:37                  |
| 11.                   | "Rebel Base"                          | 4:18                  |
| 12.                   | "Infiltrator"                         | 4:51                  |
| 13.                   | "Sabotage"                            | 5:52                  |
| 14.                   | "Snow Battle"                         | 3:08                  |
| 15.                   | "Governor's Island"                   | 3:56                  |
| 16.                   | "Final Battle"                        | 4:01                  |
| 17.                   | "Zero Hour (Bonus Track)"             | 4:36                  |
| 18.                   | "Flag of Freedom (Original Version)"  | 2:04                  |

## Đón nhận
Freedom Fighters nhìn chung đều nhận được phần đánh giá tích cực với mức điểm trung bình là 81.5/100 bởi Metacritic và 82.69% bởi GameRankings. Nó được ca ngợi vì đã có một AI xuất sắc cho các chiến thuật đội hình, nhằm nâng cao ý thức ngâm mình trong môi trường "cực kỳ chi tiết" và duy trì ảo tưởng khi làm việc với một nhóm. Chất lượng âm thanh của trò chơi cũng được lưu ý, cả về tiếng ồn chiến đấu thực tế và phần âm nhạc chịu ảnh hưởng của Nga trong game, vốn "làm gia tăng mức độ hoàn hảo của tác phẩm chính kịch đối với cung cách hành động."
Các nhà phê bình nhận xét rằng mặc dù trò chơi "làm một công việc kỳ diệu" trong việc tạo ra một môi trường thực tế, câu chuyện thiếu tính chất và khá dễ đoán trước được, và trong khi AI của đội nhóm trống khá tốt thì AI của đối phương lại tệ hại. Game có thể được chơi về nước tương đối nhanh, nhưng lại có ít giá trị chơi lại. Theo Jeff Gerstmann của GameSpot, "Vấn đề thực sự duy nhất với Freedom Fighters là chỉ đơn giản là nó chưa đủ tầm."

## Phần tiếp theo
Vào ngày 6 tháng 4 năm 2004, Eidos UK đã tiết lộ kế hoạch cho phần tiếp theo. Eidos thông báo sẽ phân phối phần tiếp theo vào cuối năm 2005. Tuy nhiên, IO Interactive đã công bố phát triển một tựa game mới, Kane & Lynch: Dead Men, đẩy tương lai phần tiếp theo của Freedom Fighters vào sự nghi ngờ.
Năm 2010, khi được hỏi về phần tiếp theo tiềm ẩn, giám đốc Kane & Lynch 2: Dog Days là Karsten Lund đã từ chối bình luận. Năm 2011, tài khoản Twitter chính thức của IO Interactive đã đăng mẫu tweet rằng Freedom Fighters 2 là "chắc chắn một điều mà rất nhiều người trong chúng tôi quan tâm đến việc này". Năm 2017, IO Interactive tách ra từ Square Enix và nắm lấy quyền sở hữu tựa game Freedom Fighters kể từ lúc nó được công bố trước khi mua lại Eidos.